# Ковачево (област Стара Загора)
Вижте пояснителната страница за други значения на Ковачево.
Ковачево е село в Южна България. То се намира в община Раднево, област Стара Загора.

## История
Старото име на село Ковачево е Налбантларе, което идва от турската дума „налбант“ и в превод значи „подковач“.

## Религии
Населението е православно християнско. В центъра на селото има изграден параклис.

## Обществени институции
В селото има читалище „Христо Ботев“, основно училище „Васил Левски“(затворено) и кметство.

## Културни и природни забележителности
Най-голямата река в землището на село Ковачево е Чобан Азмак, която от 1942 година е преименувана на р. Овчарица. В местността на селото се намират много тракийски надгробни могили.

## Редовни събития
Годишен събор на 6 май.

## Други
В близост до селото е най-големият в страната рудник „Трояново – север“ част от комплекса „Мини Марица-изток“, който осигурява поминъкът на местното население.
1. ↑  www.grao.bg